# Stephen Kim Sou-hwan
Stephen (sovint en llatí Stephanus) Kim Sou-hwan (coreà: 김수환; Hanja: 金壽煥; 8 de maig de 1922 - 16 de febrer de 2009) va ser un cardenal de l'Església Catòlica Romana i antic arquebisbe de Seül. Després d'haver estat una figura icònica de la sagnant i tumultuosa transició de Corea del Sud del domini militar a la democràcia, va ser àmpliament respectat en tots els sectors de la societat sud-coreana.

## Biografia
Va néixer a Daegu, a l'actual Corea del Sud, i va assistir a l'escola secundària a Seül. Va estudiar filosofia a la Universitat Sophia de Tòquio del 1941 al 1944, i a la Universitat Catòlica de Corea a Seül del 1947 al 1951, quan es va graduar. Després de servir breument com a rector a Andong i després com a secretari a l'arxidiòcesi de Daegu, va viatjar a Alemanya per estudiar sociologia a la Universitat de Münster de 1956 a 1963.

### Carrera
Kim va ser elevat al rang de cardenal prevere de San Felice da Cantalice a Centocelle pel papa Pau VI en el consistori del 28 d'abril de 1969, havent esdevingut arquebisbe de Seül el 1968 després de ser bisbe de Masan des de 1966. A l'edat de 46 anys, era el membre més jove del Col·legi de Cardenals en aquella època. Va rebre la medalla Mugunghwa el 1970 i va participar en els dos conclaves de 1978.
Durant la dictadura militar de Park Chung-hee i el seu successor dels anys 70 i 80, l'Església catòlica coreana sota el lideratge de Kim es va destacar com un punt focal del moviment de democratització de Corea del Sud.
El 1998, el cardenal Kim es va retirar com a arquebisbe de Seül, poc després de ser president-delegat de l'Assemblea Especial per a Àsia del Sínode Mundial dels Bisbes. A la mort de Franz König el 2004, es va convertir en el membre sènior del col·legi en termes de servei, ja que va ser el primer dels tres membres supervivents elevats el 1969 a la llista d'aquest consistori. No obstant això, Kim estava malalt en aquell moment, i en les cerimònies de la sede vacante a la mort del papa Joan Pau II, els deures de cardenal protoprevere (el cardenal prevere més antic) van ser realitzats per Eugenio de Araujo Sales, un altre cardenal de 1969 que era Kim és més jove com a cardenal però més gran com a prevere i com a bisbe.
Després d'haver complert 80 anys l'any 2002, no va participar en el conclave següent, ja que ja no tenia dret a votar a les eleccions papals. El cardenal Kim va arribar per a la inauguració papal del papa Benet XVI i allí va exercir les funcions del cardenal protoprevere.

### Mort
A partir del 2007, la salut de Kim es va deteriorar gradualment i poques vegades es va veure en públic, l'última vegada va ser la missa de mitjanit de Nadal de 2008 a la catedral de Myeongdong. Va morir a Seül el 16 de febrer de 2009 per problemes respiratoris. Durant un període de quatre dies de dol es van dir uns 400.000 catòlics havíen passat davant del seu taüt a la catedral de Myeongdong de la ciutat. Va ser enterrat el 20 de febrer. Segons el seu testament, va donar els seus òrgans i els ulls del cardenal es van utilitzar ràpidament en dos trasplantaments de còrnia amb èxit.